# حزب التقدم العراقي
حزب التقدم هو حزب سياسي عراقي تأسس في 9 آب 1925، وكان من أوائل الأحزاب التي تشكلت في العراق بعد تأسيس الدولة العراقية في 23 آب 1921. جاء تأسيس الحزب لتشكيل أغلبية نيابية تدعم حكومة عبد المحسن السعدون.

## التأسيس والتوجهات السياسية
بعد انعقاد أول مجلس نيابي عراقي في 4 حزيران 1925، اجتمع عبد المحسن السعدون، الذي كان نائبًا في البرلمان، مع مجموعة من النواب بهدف تشكيل أغلبية برلمانية، والعمل على تحقيق استقلال العراق ودخوله عصبة الأمم. حصل الحزب على إجازته الرسمية من وزارة الداخلية العراقية في 9 آب 1925، وضمت قيادته عددًا من الشخصيات البارزة مثل: كاطع العوادي، محسن أبو طبيخ، إبراهيم يوسف، أمين زكي، محمد سعيد عبد الواحد.
كما أصدر الحزب جريدة التقدم في 20 تشرين الأول 1925، لنشر أفكاره والترويج لأهدافه.

## الأهداف والسياسات
تركزت أهداف الحزب على:
- تحقيق الأغلبية البرلمانية لتطبيق المعاهدة العراقية – البريطانية (1922).
- السعي إلى استقلال العراق والانضمام إلى عصبة الأمم.
- تعزيز قوة الجيش العراقي وتحديثه.
- نشر التعليم وتعزيز الوحدة الوطنية.

## الخلافات والانشقاقات
واجه الحزب انتقادات داخلية بسبب غياب الروابط الفكرية القوية بين أعضائه، مما أدى إلى انقسامات داخل صفوفه. وظهر هذا بوضوح عند رفض بعض أعضائه الميزانية المؤقتة التي قدمها عبد المحسن السعدون في 19 آب 1926. تصاعدت الخلافات أكثر مع استقالة رشيد عالي الكيلاني من الحزب في 4 أيار 1927، حيث شكّل مع مجموعة من المنشقين كتلة الوسط التي اقتربت من سياسة حزب الشعب.
في انتخاب رئيس مجلس النواب العراقي، ترشح الكيلاني لرئاسة المجلس ضد مرشح حزب التقدم حكمت سليمان، فاز الكيلاني بأغلبية 38 صوتًا مقابل 30 صوتًا لسليمان، مما أدى إلى استقالة عبد المحسن السعدون من رئاسة الوزراء.

## تراجع الحزب وانحلاله
اجتمع طالب النقيب ومحمد أمين باش اعيان وعبد الكريم السعدون شقيق عبد المحسن السعدون وعدد من القيادات العراقية في البصرة، وناقشوا فكرة التخلص من الملك فيصل الأول، وإعلان جمهورية يكون السعدون رئيسًا لها، وحصلت هذه الفكرة على دعم بعض القادة الإنجليز، بعد أن وصلت علاقتهم بالملك فيصل إلى طريق مسدود. كما ناقشوا كذلك استقلال البصرة كجمهورية تحت الحماية البريطانية، إن لم يتمكنوا من تحقيق هدفهم بالإطاحة بالملك. وعندما وصلت الأخبار إلى الملك سعى جاهدًا لتحطيم حزب التقدم. حيث استعان بنوري السعيد وجعفر العسكري للانضمام للحزب وتدميره من الداخل. شهد حزب التقدم نهايته نتيجة سلسلة من الأزمات والانقسامات الداخلية بعد انتحار زعيمه عبد المحسن السعدون عام 1929. فبغياب السعدون، فقد الحزب شخصيته القيادية التي كانت تجمع أعضاءه وتحفظ تماسكه. تولى ناجي السويدي رئاسة الحزب، لكنه لم يتمكن من السيطرة على الانقسامات المتزايدة، مما أدى إلى تراجع نفوذه السياسي. زادت حدة الأزمة باستقالة السويدي من رئاسة الوزارة والحزب عام 1930، مما أضعف الحزب بشكل كبير. من جهة أخرى، وجه نوري السعيد، أحد أركان الحزب سابقًا، ضربة قاضية له بحل المجلس النيابي واستقطاب أعضائه لحزبه الجديد حزب العهد. ورغم محاولات توفيق السويدي لإعادة إحياء الحزب، فإن إرادة الملك فيصل الأول كانت واضحة في إنهاء دوره السياسي. وبحلول عام 1931، لم يعد للحزب وجود فعلي، ليختفي تمامًا من الساحة السياسية.